# Francisco Javier Gómez Noya
Francisco Javier Gómez Noya o simplement Javier Gómez Noya (Basilea, Suïssa 1983) és un triatleta gallec guanyador d'una medalla olímpica i cinc vegades campió del món de l'especialitat.
El juny de 2016 va ser guardonat amb el Premi Princesa d'Astúries dels Esports.
Al setembre de 2024 anuncià la seva retirada de l'esport d'elit.

## Biografia
Va néixer el 25 de març de 1983 a la ciutat de Basilea, població situada al cantó suís de Basel-Stadt fill d'immigrants gallecs. Als 3 anys la seva família es traslladà a Ferrol i posteriorment a Pontevedra, on establí la seva residència.

## Carrera esportiva
Va participar, als 25 anys, als Jocs Olímpics d'Estiu de 2008 realitzats a Pequín (República Popular de la Xina), on va aconseguir finalitzar en quarta posició de la triatló masculina, aconseguint així un diploma olímpic, tot i que n'era el principal favorit. En els Jocs Olímpics d'Estiu de 2012 celebrats a Londres (Regne Unit) aconseguí guanyar la medalla de plata en aquesta prova.
Al llarg de la seva carrera ha guanyat cinc medalles en el Campionat del Món de triatló, entre elles dues medalles d'or, un Campionat del Món sub-23 i quatre medalles més en el Campionat d'Europa de triatló, entre elles tres d'or. També ha guanyat tres vegades la Copa del Món de l'especialitat.